# Shawn Stockman

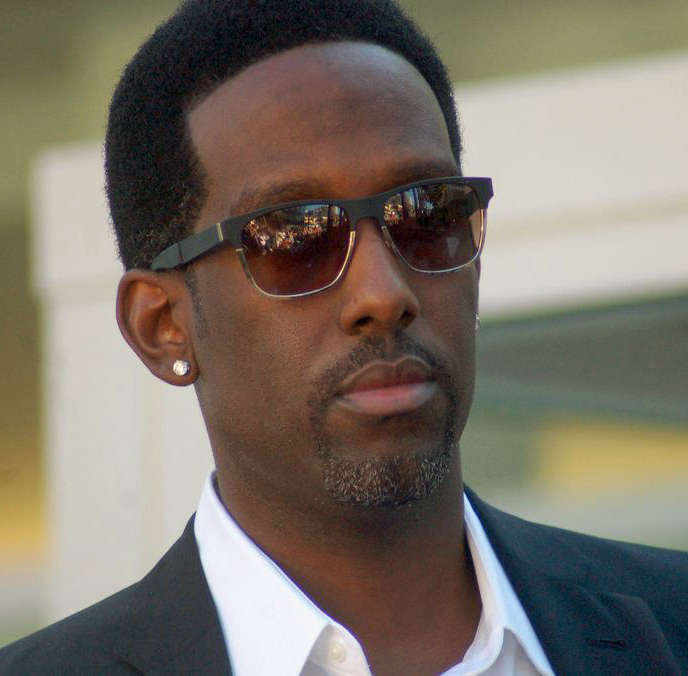
Shawn Stockman (2012)

Shawn Patrick Stockman (* 26. September 1972, in Philadelphia, Pennsylvania) ist ein US-amerikanischer R&B/Soul-Sänger und Mitglied der Boygroup Boyz II Men.

## Leben
Eigenen Angaben zufolge unternahm Stockman erste musikalische Schritte im Alter von fünf oder sechs Jahren, als er seinen Gesang auf einem Fisher-Price-Kassettenrekorder aufnahm. Konkrete Förderung erhielt er im weiteren Verlauf von seiner Mutter. So hatte er im Alter von acht Jahren Kontakt mit dem Knabenchor der Stadt Philadelphie und damit erstmals mit organisierter Musik. Im Alter von neun Jahren unternahm er mit dem Chor seine ersten Touren. Während seiner Zeit an der Philadelphia High School for the Creative and Performing Arts beschäftigte sich Stockman u. a. mit Gesang und Klassischer Musik.
Stockman gründete 1988 zusammen mit Wanyá Morris, Nathan Morris, Marc Nelson und Michael McCary die Gruppe Boyz II Men, die 1991 erste internationale Erfolge feiern konnte. Ihn zeichnet seine geschmeidige, sanfte Stimme aus. Nachdem Boyz II Men 1992 End of The Road veröffentlichten, erreichten sie mit Platz 5 die Top Ten der deutschen Media-Control-Charts und wurden auch in Deutschland bekannt. Dadurch wurden viele Filmproduzenten auf ihn aufmerksam und Shawn begann Songs für Filme wie u. a. Seventeen Again und Mr. Holland’s Opus zu schreiben. Zu dieser Zeit fing er auch an, an seinem Debütalbum zu arbeiten, das Ende der 1990er veröffentlicht werden sollte, doch schließlich konnten die Pläne nicht in die Tat umgesetzt werden. Trotzdem erreicht die erste Single Visions of a Sunset Platz 7 der neuseeländischen Charts. In den USA erreicht die 1996er Single Platz 45. Im gleichen Jahr erhielt er – gemeinsam mit seinen Mitstreitern von Boys II Men – einen Ehrendoktor von der Drexel University, einer privaten Universität in Philadelphia im US-Bundesstaat Pennsylvania.
2002 erschien er auf dem DJ-Jazzy-Jeff-Album The Magnificent mit dem Song How Do I. 2005 gründete Stockman sein eigenes Plattenlabel Soul Chemistry Projects, welches er nach wenigen Jahren aber wieder einstellte. 2008 nahm er eine Coverversion zu Beyoncés Hit If I Were A Boy namens If U Were A Boy auf.
Anfang 2018 erschienen Meldungen, dass er für die Plattenfirma SRG Records sein erstes Soloalbum aufnehme.

## Privates
Seine Ehefrau Sharhonda lernte Stockman 1993 kennen, acht Jahre später folgte die Hochzeit. Im Jahr 2003 wurden die beiden Eltern von Zwillingen – Ty und Micah. Bei letztgenanntem wurde nach ca. einem Jahr Autismus diagnostiziert. Später folgte die gemeinsame Tochter Brooklyn. Seine Eltern sind JoAnn Stockman und Thurman Sanders, die neben ihm noch neun weitere Kinder zeugten.

## Diskografie
- Visions of a Sunset (Single, 1996)